# Sarah Tanzilli
Sarah Tanzilli, née le 23 janvier 1985 à Valence (Drôme), est une femme politique française, membre du parti Renaissance (RE).
Elle est députée de la treizième circonscription du Rhône de 2022 à 2024.

## Biographie
Sarah Tanzilli est née à Valence dans une famille de coiffeurs originaires d'Arménie dont le père est de gauche et la famille maternelle de droite,. Elle est diplômée d'un Master 2 de droit public des affaires. Mère de deux enfants, elle réside à Meyzieu depuis 2010.
Sarah Tanzilli a été recrutée comme juriste à la métropole de Lyon où elle a travaillé durant six années,,. Elle a ensuite été la collaboratrice de la députée Danièle Cazarian lors de la mandature 2017-2022. Elle fut membre du Comité de Défense de la Cause Arménienne de 2012 à 2022 et a présidé la Maison de la culture arménienne de Décines de 2017 à 2022,. Elle a participé à la dissolution du groupe nationaliste turc d'extrême droite des Loups gris.
Membre de La République en marche, elle est la candidate désignée par la majorité présidentielle Ensemble dans la treizième circonscription du Rhône pour les élections législatives de 2022. Elle arrive en première position au premier tour, avec 28,44 % des suffrages exprimés, devant Victor Prandt, candidat de la Nouvelle Union populaire écologique et sociale. Au second tour, elle remporte le duel avec 62,65 % des suffrages exprimés.
Le 10 juin 2024, elle annonce être candidate à sa réélection dans le cadre des élections législatives anticipées, tout en affirmant que « La France Insoumise n'est pas dans l'arc républicain ».